# Party All the Time
Party All the Time ist ein Lied von Eddie Murphy aus dem Jahr 1985, das von Rick James geschrieben wurde. Es erschien im September 1985 als Single, nachdem es bereits im Juli des Jahres auf dem Album How Could It Be veröffentlicht worden war.

## Entstehung und Inhalt
Der Pop-/Funksong wurde von James geschrieben und in dessen Heimstudio in Buffalo, New York aufgenommen. Auch ist James als Hintergrundsänger zu hören. Das Lied erzählt die Geschichte eines Protagonisten, der seiner Geliebten kostspielige Geschenke macht, der aber trotzdem offenbar von ihr betrogen wird. Er fragt sich möglicherweise rhetorisch, wie er diese bedrückende Situation beheben kann. Es stellt sich heraus, dass die Geliebte gerne in Nachtclubs und auf Partys ihre Zeit verbringt. Sie wurde gesehen, wie sie jedem Mann ihre Telefonnummer gibt.

## Musikvideo
Auch im Musikvideo, das die Musiker im Studio zeigt, tritt Rick James auf. Es wurde bei YouTube über 107 Millionen Mal abgerufen (Stand: Mai 2024).

## Rezeption
Der Song entwickelte sich zum erfolgreichsten sowohl von Rick James als auch von Eddie Murphy. Er erreichte Platz zwei in den Billboard Hot 100 sowie Platz neun in Deutschland.

## Coverversionen
- 1986: Weird Al Yankovic (Polka Party!)
- 1994: LL Cool J
- 2011: Children of Bodom
- 2012: Asher Roth (Party Girl)
- 2013: Charlee
- 2019: Gestört aber geil
- 2024: Jasmin Wagner